# Гра для змін

Playing For Change logo

Гра для змін — мультимедійний музичний проєкт, створений американським продюсером і звукорежисером Марком Джонсоном з
Timeless Media Group, яка прагне об'єднати музикантів з усього світу. Гра для змін також утворює окрему некомерційну організацію під назвою Playing For Change Foundation, який будує музичні школи для дітей по всьому світу.

Проєкт стартував в 2004 році, основними цілями організації є «надихати, підключати і принести мир у світ через музику». Творці проєкту, Марк Джонсон і Енцо Буоно, подорожували по всьому світу в місцях, включаючи Новий Орлеан, Барселону, Південну Африку, Індію, Непал, Близький Схід та Ірландію. Використовуючи мобільне записуюче обладнання, дует записав місцевих музикантів, які виконують ту ж пісню, інтерпретуючи свій власний стиль. Серед музикантів, які беруть участь у проєкті Луї Проєкт стартував в 2004 році називає себе цілі організації на «надихати, підключення і принести мир на світ через музику». Творці проєкту, Марк Джонсон і Енцо Буоно, подорожував по всьому світу в місцях, включаючи Новий Орлеан, Барселоні, Південної Африки, Індії, Непалі, на Близькому Сході та Ірландії. Використання мобільних записуючий обладнання, дует записав місцеве музикантів, які виконують ту ж пісню, інтерпретувати свій власний стиль. Серед художників, які беруть участь або відкрито бере участь у проєкті Вузи Mahlasela Луї Мхланга, Кларенс Беккер, Таль Бен-Арі (м. Тула), Боно, 'Mo' Keb, Девід Broza, Manu Chao і дідусь Елліот. Перший сингл проєкту «Stand By Me», почав в Санта-Моніці на вулиці виконавець по імені Роджер Рідлі (нині покійний). Дует об'їздив весь світ, записуючи все більше і більше музикантів. Всі ці версії були розглянуті для перемішування суміші остаточного варіанту.

Сингли проєкту: 

«Stand by Me» (Jerry Lieber / Mike Stoller / Ben E. King)

«One Love» (Bob Marley)

«War» / «No More Trouble»(Carlton Barrett / Allen Cole / Bob Marley)

«Biko»(Peter Gabriel)

«Don't Worry»(Pierre Minetti)

«Talkin' Bout A Revolution»(Tracy Chapman)

«Imagine» (John Lennon) та інші.